# Medianos (Tolkien)

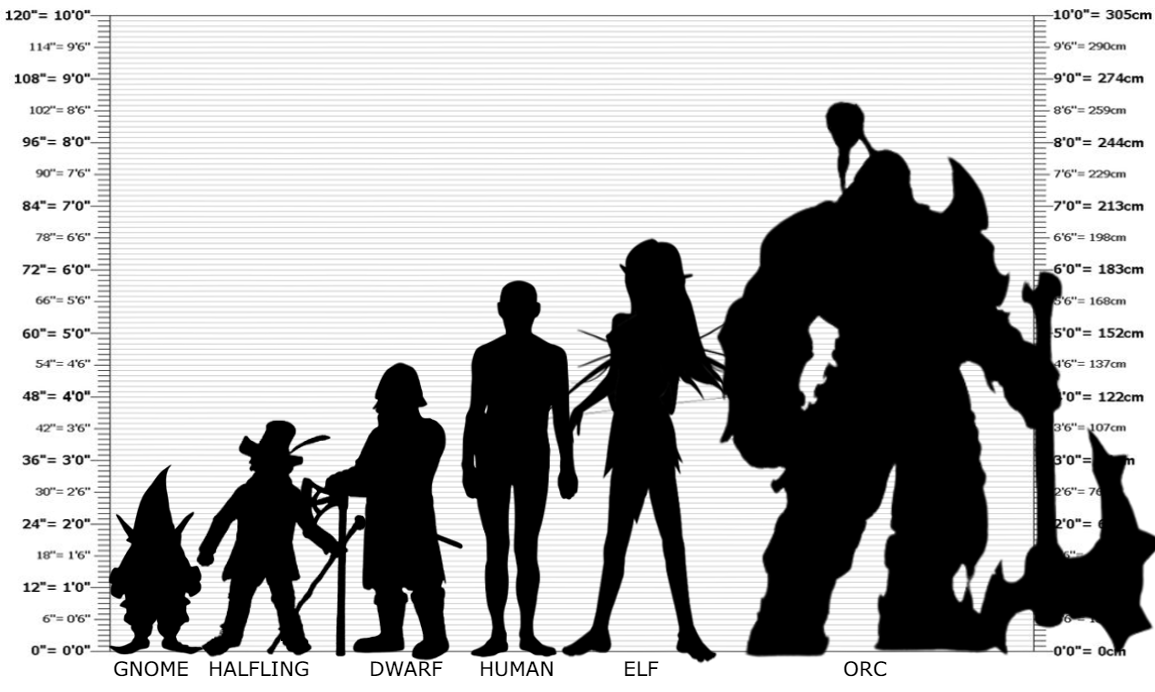
Una comparación de tamaño entre varias razas de fantasía.

Halfling o mediano es el nombre que reciben, en diversas novelas y juegos, las razas ficticias creadas a semejanza de los hobbits de la obra de J. R. R. Tolkien. En El Señor de los Anillos este es el nombre que dan a los hobbits las gentes de Gondor, popularizándose como nombre genérico para una raza ficticia a partir del juego de rol Dungeons & Dragons, que por razones legales comenzó a utilizar el nombre «halfling» como alternativa a «hobbit». A menudo se describen como similares a los seres humanos, aunque con alrededor de la mitad de estatura. 
Originalmente, el término «halfling» procede de la palabra escocesa «hauflin», que describe a un adolescente rústico y torpe, que no es niño pero tampoco aún hombre, y que tiene por lo tanto la mitad de ambos.
Algunas historias de fantasía, como la serie Shannara, utilizan también el término «halfling» para describir a una persona que ha nacido de un progenitor humano y otro de otra especie, a menudo de una mujer y un macho duende. En la saga Lyonesse, de Jack Vance, halfling es un término genérico para seres como hadas, duendes y ogros, cuya esencia es tanto mágica como terrenal.